# Patarola uvifera
Patarola uvifera là một loài rêu tản trong họ Radulaceae. Loài này được (Hook. f. & Taylor) Trevis. miêu tả khoa học lần đầu tiên năm 1877.